# Mauro Checcoli
Mauro Checcoli   (Bolonya, 1 de març de 1943) és un genet italià, ja retirat, vencedor de dues medalles olímpiques.
Durant la seva carrera esportiva va prendre part en tres edicions dels Jocs Olímpics d'Estiu. El 1964, als Jocs de Tòquio, va disputar dues proves del programa d'hípica, el concurs complet individual i el concurs complet per equips. En ambdues, amb el cavall Surbean, va guanyar la medalla d'or. Aquestes medalles d'or el convertiren en el genet més jove, 21 anys, en guanyar un or olímpic en hípica. El 1968, als Jocs de Ciutat de Mèxic, va tenir uns resultats discrets. No va ser fins al 1984, a Los Angeles, quan va disputar els seus tercers, i darrers Jocs. En aquesta ocasió, amb el cavall Spey Cast Boy, fou setè en el concurs complet per equips i vuitè en el concurs complet individual.
De 1988 a 1996 va ser president de la federació italiana d'hípica. Des del 1997 és president de l'Acadèmia Olímpica Nacional Italiana.